# عملية يونج
عملية يونج (بالإنجليزية: Young's operation)‏ هي جراحة مصممة لعلاج التهاب الأنف الضموري، والتي وصفها أوستن يونغ لأول مرة في عام 1967. 

## الإجراءات
تتضمن العملية إغلاق التجويف الأنفي المتأثر بالتهاب الأنف الضموري عن طريق صنع سدائل جلدية مخاطية، يتم خياطتها معاً في طبقتين: أولاً الطبقة المخاطية، ثم طبقة الجلد. يتم إغلاق تجويف الأنف لمدة 9 أشهر. ثم يتم إجراء الفحص - إذا اختفت القشور ، يتم إجراء جراحة مراجعة ويتم إعادة فتح التجويف الأنفي. النظرية وراء هذا الإجراء هو أن التجويف الأنفي المغلق لديه وقت للشفاء.

## النتيجة
أول مريض خضع لعملية يونغ المخصصة لعلاج التهاب الأنف الضموري كان في شيفيلد في عام 1963، بواسطة أوستن يونغ، عندما تم إغلاق فتحتي الأنف. وقد كان المريض يعاني من حالة التهاب ضموري مزمن، تسبب في النبذ الاجتماعي بسبب رائحة الكريهة. وأعيد فتح كل من المنخرين عام 1965 وأصبح المريض لا يعاني من أي مشكلة منذ ذلك الحين. ومع ذلك فإن حاسة الشم لدى المريض قد انعدمت وتدهورت حاسة التذوق.